# Bella Madonna

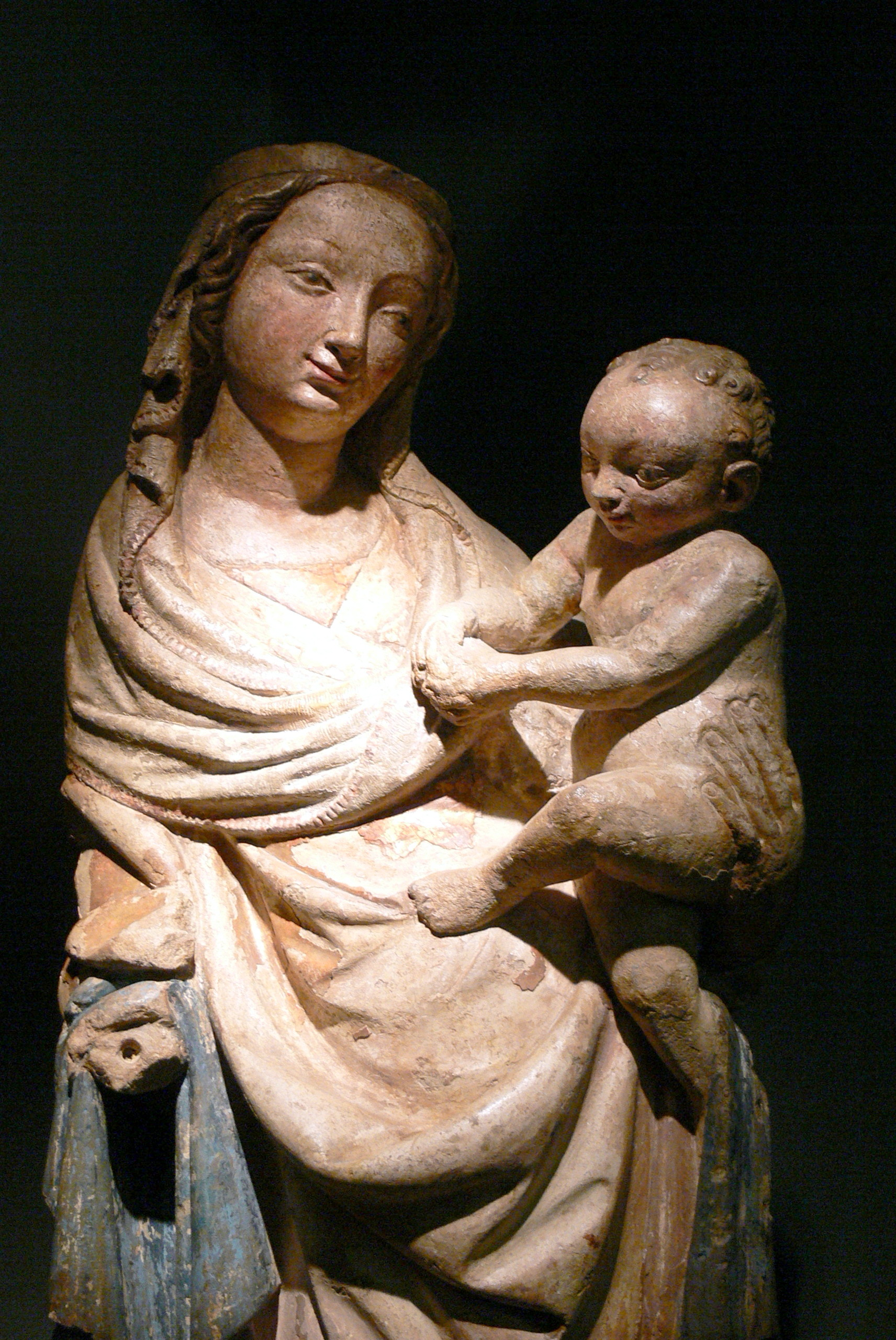
Una "Bella Madonna" nel museo di Leogang (Salisburghese)

La Bella Madonna (in tedesco Schöne Madonna) è un tipo di produzione scultorea caratteristico del tardo-gotico, diffuso nel XV secolo soprattutto nell'Europa centrale e del Nord.

## Storia e descrizione
Le "belle Madonne" erano figure di Maria stante che regge su un braccio il Bambino, spesso in legno, ispirate a eleganti modelli gotici francesi ma improntate a una maggiore serenità sorridente (come la Madonna di Krumlov o quella di Krużlowa). 
Esse ebbero un'ampia diffusione anche in tutto l'arco alpino orientale, dalla Germania meridionale all'Italia del nord, passando per l'Austria. Un esempio celebre è la Madonna di Krumlov, al Kunsthistorisches Museum di Vienna, mentre uno dei più antichi esemplari noti (1370-1380) è la Madonna della torre dei Frisoni.